# Gastrotheca ovifera
Gastrotheca ovifera is een kikker uit de familie Hemiphractidae. De soort is endemisch in Venezuela. Zijn natuurlijke habitat bestaat uit tropische regenwouden en montane bossen.